# Hrîhorivka, Bahmaci
Hrîhorivka (în ucraineană Григорівка) este o comună în raionul Bahmaci, regiunea Cernihiv, Ucraina, formată numai din satul de reședință.

## Demografie
Componența lingvistică a comunei Hrîhorivka
     Ucraineană (98,83%)
     Rusă (1,04%)
     Alte limbi (0,12%)
Conform recensământului din 2001, majoritatea populației comunei Hrîhorivka era vorbitoare de ucraineană (98,83%), existând în minoritate și vorbitori de rusă (1,04%).